# Luis Cicuéndez
Luis Cicuéndez Muñoz (La Villa de Don Fadrique, Toledo, 11 de septiembre de 1897 – Frente de Madrid, 1936) fue el primer alcalde comunista del Partido Comunista de España durante la Segunda República Española. 
Fue nombrado alcalde de su localidad tras la segunda vuelta de las elecciones municipales de 1931. Pasó por la Escuela Internacional Lenin de Moscú, enviado por la Internacional Comunista. Murió al frente de una compañía de voluntarios de La Villa de Don Fadrique en el sector de San Martín de Valdeiglesias (Madrid) durante la guerra civil española.

## Vida
Su elección como alcalde provocó el malestar de los antiguos rectores del pueblo. Un día, Cicuéndez acusó al alcalde anterior, monárquico, de saquear las arcas del consistorio, y le obligó a reintegrar a la caja municipal una cantidad determinada de dinero. Aquello era demasiado para los propietarios y una provocación para ellos; además, Cicuéndez acuciaba a los patronos para conseguir salarios más elevados y para que se diera plaza al mayor número posible de trabajadores de la Sociedad Agrícola.
Cicuéndez llegó a presidir la Sociedad Obrera Agrícola de La Villa de Don Fadrique, y fue una pieza clave en la constitución del Partido Comunista de España (PCE) en esa localidad, ya que era una de las personas que más poder de convocatoria tenía entre sus compañeros, jornaleros como él, y les informó durante una de las reuniones del sindicato de la existencia de un partido que recogía todas aquellas ideas que habían estado discutiendo tanto tiempo, solo que había que trabajar firme y duramente. Los más decididos se apuntarían inmediatamente; los demás lo harían a continuación.
El 17 de agosto de 1932 se descubrió una conspiración para matar a Cicuéndez. Fue tal el desbarajuste que ocasionaron los rumores que llegó a asegurarse que la conspiración, en lugar de haber sido fraguada por un propietario, al que se le instruyó un proceso, había sido dirigida por el propio Cicuéndez para eliminar a tres de las personalidades derechistas más significadas del pueblo. Se buscaba una excusa para desprestigiar a la alcaldía y lograr la sustitución de su titular. Entretanto, el gobernador de Toledo comenzó a recibir visitas de personas de La Villa de Don Fadrique que le hablaban de sus temores por la "bolchevización" del alcalde y sus adláteres. No hizo mucho caso el entonces gobernador, pues intuía que detrás de todo se encontraban las Bases del Trabajo y sospechaba que los patronos deseaban una provocación, como refirió telegráficamente al Ministro de Gobernación Santiago Casares Quiroga.
El nuevo gobernador de Toledo, con el pretexto de que algunos de sus elementos realizaban «propaganda extremista por la provincia», destituyó a Luis Cicuéndez ante el temor de los patronos de que las Bases de Trabajo elaboradas por los mismos que ocupaban la alcaldía de La Villa de Don Fadrique dieran origen a enfrentamientos similares a los de Corral de Almaguer. Para ello, el gobernador envió un delegado junto con treinta parejas de la Guardia Civil para destituir al alcalde y a los concejales comunistas, se clausuró el Centro Obrero y se registraron algunos domicilios, entre ellos los de los concejales comunistas y el del alcalde.
Varios republicanos ocuparon interinamente el cargo de alcalde, el de teniente de alcalde y los demás puestos asignados a los comunistas, y se mantuvo en sus cargos a los demás republicanos que los ocupaban.
Los obreros, a pesar de ello y una vez destituida la alcaldía, no retirarían sus Bases de Trabajo y las defenderían con mayor ahínco que nunca. Pedían un aumento de salario y un contrato de trabajo vigente por un año. Los propietarios se negaron, y comenzó una huelga que duró cinco días.
El 26 de junio de 1932 Cicuéndez acudió a la conferencia de la Unión Sindical provincial que se celebró en Toledo, y allí se le designó como representante del PCE de La Villa de Don Fadrique para la Conferencia de Unidad Sindical de Madrid junto a otros delegados de la localidad toledana. En esa conferencia, Cicuéndez narró los últimos acontecimientos de su pueblo y las dificultades de sus relaciones con el PSOE, a quienes acusó de cooperar con «los otros monárquicos, entonces republicanos y siempre caciques».
Cicuéndez también formó parte de la candidatura presentada por el PCE a la provincia de Toledo en las Elecciones a Cortes Constituyentes del 28 de junio de 1931, y también lo haría en las de 1933.
Durante los sucesos que tuvieron lugar en La Villa de Don Fadrique el 8 de julio de 1932, se vio obligado a huir para no ser juzgado al habérsele acusado de incitador.
Durante su huida, viajó a la URSS, donde se formaría en la Escuela Internacional Lenin junto a otros cuadros comunistas de todo el mundo
A su regreso, Cicuéndez se volvería a convertir en alcalde en una sesión extraordinaria celebrada a tal efecto el 21 de febrero de 1936, a raíz del triunfo del Frente Popular en las elecciones generales de febrero de ese año. A esa reunión asistieron los componentes que habían sido destituidos en 1931 por el gobernador civil a raíz de los sucesos de Corral de Almaguer, con la justificación y el temor de que se extendiese el conflicto por la zona.
Al estallar la guerra, Cicuéndez tomó parte en los combates de la cuenca del Tajo. Cayó al mando de una compañía al frente de voluntarios de La Villa de Don Fadrique en el Batallón de Octubre n.º 1 y desapareció en el sector de San Martín de Valdeiglesias, en las cercanías de Madrid. Su muerte es narrada según infinidad de variantes, y, en alguna medida, está mitificada.